# جام برندگان جام اروپا
جام در جام اروپا (به انگلیسی: UEFA Cup Winners' Cup) سری رقابت‌هایی بود که قهرمانان جام حذفی در کشورهای اروپایی به آن راه می‌یافتند؛ برای همین به این رقابت‌ها جام برندگان جام هم می‌گفتند. این رقابت‌ها برای نخستین بار در فصل ۱۹۶۱–۱۹۶۰ برگزار شد و تیم‌های فیورنتینا از ایتالیا و گلاسگو رنجرز اسکاتلند به فینال راه پیدا کردند و فیورنتینا قهرمانی در این جام را تصاحب کرد. در سال ۱۹۹۸ میلادی یوفا تصمیم گرفت تا این رقابت‌ها را متوقف کند.
آخرین دوره جام در جام اروپا درفصل ۱۹۹۹–۱۹۹۸ برگزار شد . تیم لاتزیو از ایتالیا موفق شد با نتیجهٔ دو بر یک با گلهای کریستین ویه‌ری و پاول ندود رئال مایورکا را شکست دهد و آخرین قهرمان جام در جام اروپا لقب گیرد.و همچنین تیم بارسلونا با کسب ۴قهرمانی و ۲نایب قهرمانی پر افتخارترین تیم این رقابت ها محسوب میشود.

## قهرمانان

### فینال‌ها
| dagger | برنده در وقت اضافه    |
| *      | برنده در ضربات پنالتی |
| &      | برنده در بازی تکراری  |

| فصل     | کشور                                                   | قهرمان            | نتیجه   | نایب قهرمان       | کشور               | ورزشگاه                 | تماشاگران |
| ------- | ------------------------------------------------------ | ----------------- | ------- | ----------------- | ------------------ | ----------------------- | --------- |
| ۶۱–۱۹۶۰ | ایتالیا                                                | فیورنتینا         | ۲–۰     | رنجرز             | اسکاتلند           | ورزشگاه ایبراکس         | ۸۰٬۰۰۰    |
| ۶۱–۱۹۶۰ | ایتالیا                                                | فیورنتینا         | ۲–۱     | رنجرز             | اسکاتلند           | ورزشگاه آرتمیو فرانکی   | ۵۰٬۰۰۰    |
| ۶۱–۱۹۶۰ | فیورنتینا در مجموع دو بازی با پیروزی ۴ بر ۱ قهرمان شد. |                   |         |                   |                    |                         |           |
| ۶۲–۱۹۶۱ | اسپانیا                                                | اتلتیکو مادرید    | ۳–۰&[A] | فیورنتینا         | ایتالیا            | ورزشگاه مرسدس بنز آرنا  | ۳۸٬۰۰۰    |
| ۶۳–۱۹۶۲ | انگلستان                                               | تاتنهام           | ۵–۱     | اتلتیکو مادرید    | اسپانیا            | ورزشگاه دکویپ           | ۴۹٬۰۰۰    |
| ۶۴–۱۹۶۳ | پرتغال                                                 | اسپورتینگ پرتغال  | ۱–۰&[B] | ام‌تی‌کی بوداپست    | مجارستان           | ورزشگاه بوسیل           | ۱۳٬۹۲۴    |
| ۶۵–۱۹۶۴ | انگلستان                                               | وستهام یونایتد    | ۲–۰     | مونیخ ۱۸۶۰        | آلمان غربی         | ورزشگاه ومبلی (۱۹۲۳)    | ۹۷٬۹۷۴    |
| ۶۶–۱۹۶۵ | آلمان غربی                                             | بروسیا دورتموند   | ۲–۱     | لیورپول           | انگلستان           | ورزشگاه همپدن پارک      | ۴۱٬۰۰۰    |
| ۶۷–۱۹۶۶ | آلمان غربی                                             | بایرن مونیخ       | ۱–۰     | رنجرز             | اسکاتلند           | ورزشگاه فرانکن          | ۶۹٬۴۸۰    |
| ۶۸–۱۹۶۷ | ایتالیا                                                | آ.ث. میلان        | ۲–۰     | هامبورگ           | آلمان غربی         | ورزشگاه دکویپ           | ۵۳٬۰۰۰    |
| ۶۹–۱۹۶۸ | چکسلواکی                                               | اسلوان براتیسلاوا | ۳–۲     | بارسلونا          | اسپانیا            | ورزشگاه سنت یاکوب       | ۱۹٬۰۰۰    |
| ۷۰–۱۹۶۹ | انگلستان                                               | منچستر سیتی       | ۲–۱     | گورنیک زابژه      | لهستان             | ورزشگاه ارنست هاپل      | ۷٬۹۶۸     |
| ۷۱–۱۹۷۰ | انگلستان                                               | چلسی              | ۲–۱&[C] | رئال مادرید       | اسپانیا            | ورزشگاه کارایسکاکیس     | ۱۹٬۹۱۷    |
| ۷۲–۱۹۷۱ | اسکاتلند                                               | رنجرز             | ۳–۲     | دینامو مسکو       | اتحاد جماهیر شوروی | ورزشگاه نیوکمپ          | ۲۴٬۷۰۱    |
| ۷۳–۱۹۷۲ | ایتالیا                                                | آ.ث. میلان        | ۱–۰     | لیدز یونایتد      | انگلستان           | ورزشگاه کفتنزاگلیو      | ۴۵٬۰۰۰    |
| ۷۴–۱۹۷۳ | آلمان شرقی                                             | ماگدبورگ          | ۲–۰     | آ.ث. میلان        | ایتالیا            | ورزشگاه دکویپ           | ۴٬۰۰۰     |
| ۷۵–۱۹۷۴ | اتحاد جماهیر شوروی                                     | دینامو کیف        | ۳–۰     | فرنس‌واروش         | مجارستان           | ورزشگاه سنت یاکوب       | ۱۳٬۰۰۰    |
| ۷۶–۱۹۷۵ | بلژیک                                                  | اندرلشت           | ۴–۲     | وستهام یونایتد    | انگلستان           | ورزشگاه کینگ بودوئن     | ۵۱٬۲۹۶    |
| ۷۷–۱۹۷۶ | آلمان غربی                                             | هامبورگ           | ۲–۰     | اندرلشت           | بلژیک              | ورزشگاه المپیک آمستردام | ۶۶٬۰۰۰    |
| ۷۸–۱۹۷۷ | بلژیک                                                  | اندرلشت           | ۴–۰     | آستریاوین         | اتریش              | ورزشگاه پارک دو پرنس    | ۴۸٬۶۷۹    |
| ۷۹–۱۹۷۸ | اسپانیا                                                | بارسلونا          | ۴–۳     | فورتونا دوسلدورف  | آلمان غربی         | ورزشگاه سنت یاکوب       | ۵۸٬۰۰۰    |
| ۸۰–۱۹۷۹ | اسپانیا                                                | والنسیا           | ۰–۰*[D] | آرسنال            | انگلستان           | ورزشگاه کینگ بودوئن     | ۳۶٬۰۰۰    |
| ۸۱–۱۹۸۰ | اتحاد جماهیر شوروی                                     | دینامو تفلیس      | ۲–۱     | کارل زایس ینا     | آلمان شرقی         | ورزشگاه راین‌اشتادیون    | ۴٬۷۵۰     |
| ۸۲–۱۹۸۱ | اسپانیا                                                | بارسلونا          | ۲–۱     | استاندارد لیژ     | بلژیک              | ورزشگاه نیوکمپ          | ۸۰٬۰۰۰    |
| ۸۳–۱۹۸۲ | اسکاتلند                                               | آبردین            | ۲–۱     | رئال مادرید       | اسپانیا            | ورزشگاه اولوی           | ۱۷٬۸۰۴    |
| ۸۴–۱۹۸۳ | ایتالیا                                                | یوونتوس           | ۲–۱     | پورتو             | پرتغال             | ورزشگاه سنت یاکوب       | ۵۵٬۰۰۰    |
| ۸۵–۱۹۸۴ | انگلستان                                               | اورتون            | ۳–۱     | راپیدوین          | اتریش              | ورزشگاه دکویپ           | ۳۸٬۵۰۰    |
| ۸۶–۱۹۸۵ | اتحاد جماهیر شوروی                                     | دینامو کیف        | ۳–۰     | اتلتیکو مادرید    | اسپانیا            | ورزشگاه ژرلان           | ۵۰٬۰۰۰    |
| ۸۷–۱۹۸۶ | هلند                                                   | آژاکس             | ۱–۰     | لوکوموتیو لایپزیگ | آلمان شرقی         | ورزشگاه المپیک آتن      | ۳۵٬۰۰۰    |
| ۸۸–۱۹۸۷ | بلژیک                                                  | مشلان             | ۱–۰     | آژاکس             | هلند               | ورزشگاه ده لا مینو      | ۳۹٬۴۴۶    |
| ۸۹–۱۹۸۸ | اسپانیا                                                | بارسلونا          | ۲–۰     | سمپدوریا          | ایتالیا            | ورزشگاه وانکدورف        | ۴۵٬۰۰۰    |
| ۹۰–۱۹۸۹ | ایتالیا                                                | سمپدوریا          | ۲–۰     | اندرلشت           | بلژیک              | ورزشگاه اولوی           | ۲۰٬۱۰۳    |
| ۹۱–۱۹۹۰ | انگلستان                                               | منچستر یونایتد    | ۲–۱     | بارسلونا          | اسپانیا            | ورزشگاه دکویپ           | ۴۳٬۵۰۰    |
| ۹۲–۱۹۹۱ | آلمان                                                  | وردر برمن         | ۲–۰     | موناکو            | فرانسه             | ورزشگاه دا لوز (۱۹۵۴)   | ۱۶٬۰۰۰    |
| ۹۳–۱۹۹۲ | ایتالیا                                                | پارما             | ۳–۱     | رویال آنتورپ      | بلژیک              | ورزشگاه ومبلی (۱۹۲۳)    | ۳۷٬۳۹۳    |
| ۹۴–۱۹۹۳ | انگلستان                                               | آرسنال            | ۱–۰     | پارما             | ایتالیا            | ورزشگاه پارکن           | ۳۳٬۷۶۵    |
| ۹۵–۱۹۹۴ | اسپانیا                                                | رئال ساراگوسا     | ۲–۱     | آرسنال            | انگلستان           | ورزشگاه پارک دو پرنس    | ۴۲٬۴۲۴    |
| ۹۶–۱۹۹۵ | فرانسه                                                 | پاریس سن ژرمن     | ۱–۰     | راپیدوین          | اتریش              | ورزشگاه کینگ بودوئن     | ۳۷٬۰۰۰    |
| ۹۷–۱۹۹۶ | اسپانیا                                                | بارسلونا          | ۱–۰     | پاریس سن ژرمن     | فرانسه             | ورزشگاه دکویپ           | ۵۲٬۰۰۰    |
| ۹۸–۱۹۹۷ | انگلستان                                               | چلسی              | ۱–۰     | اشتوتگارت         | آلمان              | ورزشگاه روسوندا         | ۳۰٬۲۱۶    |
| ۹۹–۱۹۹۸ | ایتالیا                                                | لاتزیو            | ۲–۱     | رئال مایورکا      | اسپانیا            | ورزشگاه ویلا پارک       | ۳۳٬۰۲۱    |

## بر پایه تیم
| باشگاه            | قهرمان | نایب قهرمان | سال‌های قهرمانی         | سال‌های نایب قهرمانی |
| ----------------- | ------ | ----------- | ---------------------- | ------------------- |
| بارسلونا          | ۴      | ۲           | ۱۹۷۹, ۱۹۸۲, ۱۹۸۹, ۱۹۹۷ | ۱۹۶۹, ۱۹۹۱          |
| اندرلشت           | ۲      | ۲           | ۱۹۷۶, ۱۹۷۸             | ۱۹۷۷, ۱۹۹۰          |
| آ.ث. میلان        | ۲      | ۱           | ۱۹۶۸, ۱۹۷۳             | ۱۹۷۴                |
| چلسی              | ۲      | ۰           | ۱۹۷۱, ۱۹۹۸             | —                   |
| دینامو کیف        | ۲      | ۰           | ۱۹۷۵, ۱۹۸۶             | —                   |
| اتلتیکو مادرید    | ۱      | ۲           | ۱۹۶۲                   | ۱۹۶۳, ۱۹۸۶          |
| رنجرز             | ۱      | ۲           | ۱۹۷۲                   | ۱۹۶۱, ۱۹۶۷          |
| آرسنال            | ۱      | ۲           | ۱۹۹۴                   | ۱۹۸۰, ۱۹۹۵          |
| فیورنتینا         | ۱      | ۱           | ۱۹۶۱                   | ۱۹۶۲                |
| وستهام یونایتد    | ۱      | ۱           | ۱۹۶۵                   | ۱۹۷۶                |
| هامبورگ           | ۱      | ۱           | ۱۹۷۷                   | ۱۹۶۸                |
| آژاکس             | ۱      | ۱           | ۱۹۸۷                   | ۱۹۸۸                |
| سمپدوریا          | ۱      | ۱           | ۱۹۹۰                   | ۱۹۸۹                |
| پارما             | ۱      | ۱           | ۱۹۹۳                   | ۱۹۹۴                |
| پاریس سن ژرمن     | ۱      | ۱           | ۱۹۹۶                   | ۱۹۹۷                |
| تاتنهام           | ۱      | ۰           | ۱۹۶۳                   | —                   |
| اسپورتینگ پرتغال  | ۱      | ۰           | ۱۹۶۴                   | —                   |
| بروسیا دورتموند   | ۱      | ۰           | ۱۹۶۶                   | —                   |
| بایرن مونیخ       | ۱      | ۰           | ۱۹۶۷                   | —                   |
| اسلوان براتیسلاوا | ۱      | ۰           | ۱۹۶۹                   | —                   |
| منچستر سیتی       | ۱      | ۰           | ۱۹۷۰                   | —                   |
| ماگدبورگ          | ۱      | ۰           | ۱۹۷۴                   | —                   |
| والنسیا           | ۱      | ۰           | ۱۹۸۰                   | —                   |
| دینامو تفلیس      | ۱      | ۰           | ۱۹۸۱                   | —                   |
| آبردین            | ۱      | ۰           | ۱۹۸۳                   | —                   |
| یوونتوس           | ۱      | ۰           | ۱۹۸۴                   | —                   |
| اورتون            | ۱      | ۰           | ۱۹۸۵                   | —                   |
| مشلان             | ۱      | ۰           | ۱۹۸۸                   | —                   |
| منچستر یونایتد    | ۱      | ۰           | ۱۹۹۱                   | —                   |
| وردر برمن         | ۱      | ۰           | ۱۹۹۲                   | —                   |
| رئال ساراگوسا     | ۱      | ۰           | ۱۹۹۵                   | —                   |
| لاتزیو            | ۱      | ۰           | ۱۹۹۹                   | —                   |
| رئال مادرید       | ۰      | ۲           | —                      | ۱۹۷۱, ۱۹۸۳          |
| راپیدوین          | ۰      | ۲           | —                      | ۱۹۸۵, ۱۹۹۶          |
| بوداپست           | ۰      | ۱           | —                      | ۱۹۶۴                |
| مونیخ ۱۸۶۰        | ۰      | ۱           | —                      | ۱۹۶۵                |
| لیورپول           | ۰      | ۱           | —                      | ۱۹۶۶                |
| گورنیک زابژه      | ۰      | ۱           | —                      | ۱۹۷۰                |
| دینامو مسکو       | ۰      | ۱           | —                      | ۱۹۷۲                |
| لیدز یونایتد      | ۰      | ۱           | —                      | ۱۹۷۳                |
| فرنس‌واروش         | ۰      | ۱           | —                      | ۱۹۷۵                |
| آستریاوین         | ۰      | ۱           | —                      | ۱۹۷۸                |
| فورتونا دوسلدورف  | ۰      | ۱           | —                      | ۱۹۷۹                |
| کارل زایس ینا     | ۰      | ۱           | —                      | ۱۹۸۱                |
| استاندارد لیژ     | ۰      | ۱           | —                      | ۱۹۸۲                |
| پورتو             | ۰      | ۱           | —                      | ۱۹۸۴                |
| لوکوموتیو لایپزیگ | ۰      | ۱           | —                      | ۱۹۸۷                |
| موناکو            | ۰      | ۱           | —                      | ۱۹۹۲                |
| رویال آنتورپ      | ۰      | ۱           | —                      | ۱۹۹۳                |
| اشتوتگارت         | ۰      | ۱           | —                      | ۱۹۹۸                |
| رئال مایورکا      | ۰      | ۱           | —                      | ۱۹۹۹                |

## بر پایه کشور
| کشور       | قهرمان | نایب قهرمان |
| ---------- | ------ | ----------- |
| انگلستان   | ۸      | ۵           |
| اسپانیا    | ۷      | ۷           |
| ایتالیا    | ۷      | ۴           |
| آلمان      | ۴      | ۴           |
| بلژیک      | ۳      | ۴           |
| شوروی      | ۳      | ۱           |
| اسکاتلند   | ۲      | ۲           |
| آلمان شرقی | ۱      | ۲           |
| فرانسه     | ۱      | ۲           |
| هلند       | ۱      | ۱           |
| پرتغال     | ۱      | ۱           |
| چکسلواکی   | ۱      | ۰           |
| اتریش      | ۰      | ۳           |
| مجارستان   | ۰      | ۲           |
| لهستان     | ۰      | ۱           |